# Вихра
Вихра (біл. Віхра, рос. Вихра) — річка протікає у південно-західній Росії, в Смоленському та Монастирщинському районах Смоленської області та східній Білорусі в Мстиславському районі Могильовської області, права притока річки Сож. Належить до водного басейну Чорного моря.

## Географія
Річка починає свій витік на південних схилах Смоленської височини на висоті 208 м над р. м. за 1,5 км на південний схід від села Коритня та за 1,2 км на захід від села Лоєве Смоленського району, тече у південно — південно-східному, а після села Соболеве — в південно — південно-західному напрямку по території Смоленського та Монастирщинського районів Росії і Мстиславського району Білорусі, де протікає Горецько-Мстиславльським узвишшям, в районі міста Мстиславль повертає на південний схід та схід і за 1,5 км на південний схід від села Нові Вихряни Мстиславського району впадає у річку Сож. Довжина річки — 158 км (118 км в Росії та 40 км у Білорусі), площа басейну — 2 230 км² (1 870 км² в Росії та 360 км² у Білорусі). Середньорічна витрата води у гирлі — 14,5 м³/с. Середня швидкість у верхній течії — 0,3 м/с, у середній та нижній — 0,2 м/с. Абсолютне падіння річки (від витоку до гирла) — 71,6 м. Середній похил водної поверхні — 0,45‰.
Долина у верхів'ї невиразна, нижче трапецієподібна, шириною 1,5-2 км. Заплава двостороння, шириною 0,4-0,6 км. Русло звивисте, ширина річки в межень в середній течії — 15-20 м; у нижній — 25-30 м. У нижній течії каналізовано 9,9 км русла. Береги круті, часто обривисті.

## Притоки
Річка Вихра на своєму шляху приймає воду кількох десятків різноманітних приток: річок та струмків. Найбільші із них (від витоку до гирла):
| Назва притоки | Довжина,(км)  | Площа водозбірного басейну,(км²) | Середній похил русла,(м/км) | Відстань від гирла Вихри,(км) |
| праві притоки | праві притоки | праві притоки                    | праві притоки               | праві притоки                 |
| ------------- | ------------- | -------------------------------- | --------------------------- | ----------------------------- |
| Спадцька      | 12            | 121                              | 2,5                         | 137                           |
| Дельня        | 10            | .                                | 2,7                         | 130                           |
| Руфа          | 25            | 167                              | 1,8                         | 96                            |
| Молоховка     | 53            | 271                              | 0,9                         | 80                            |
| Городня       | 45            | 291                              | .                           | 57                            |
| Княгиня       | 15            | 116                              | .                           | 52                            |
| Чорна         | 21            | 99                               | .                           | 30                            |
| Суточка       | 14            | 58                               | .                           | 26                            |
| Сріблянка     | 11            | 24                               | .                           | 3                             |
| ліві притоки  |               |                                  |                             |                               |
| Тростянка     | 15            | 101                              | 1,7                         | 142                           |
| Упокой        | 31            | 150                              | 0,8                         | 139                           |
| Люта          | 15            | 77                               | 1,4                         | 105                           |
| Залізняк      | 23            | 105                              | 1,1                         | 104                           |
| Вільнянка     | 16            | 61                               | .                           | 63                            |

## Населенні пункти
На берегах річки розташовані такі найбільші населенні пункти (від витоку до гирла): село Рогайлове, смт Монастирщина, села Носкове 2-е, Заріччя, місто Мстиславль, села Пічковка, Коробчине.